# Sergiu Nicolaescu
Sergiu Florin Nicolaescu (Zsilvásárhely, 1930. április 13. – Bukarest,  2013. január 3.) román filmrendező, színész, politikus. Legmeghatározóbb filmjeivel, realista ihletésű, monumentális történelmi filmeposzaival (Dákok – 1967; Vitéz Mihály – 1970) jelentősen hozzájárult a román nemzeti öntudat erősödéséhez.

## Élete
Zsilvásárhelyen született, majd ötéves korában, 1935-ben családjával Temesvárra költöztek. 1949-től a Bukaresti Műszaki Egyetemen (Universitatea Politehnica București) tanult, amelyet 1954-ben végzett el gépészmérnöki képesítéssel. Tanulmányait követően egy komoly felkérés ellenére sem a szakmájában helyezkedett el, hanem előbb filmtechnikusként, később operatőrként és forgatókönyvíróként dolgozott az alapvetően dokumentumfilmeket gyártó Alexandru Sahia Stúdióban.
Rövidfilmjeivel 1962-től különféle díjakat nyert el, ami megnyitotta előtte az utat filmes karrierje felépítéséhez. 1967-ben készült el első, de későbbi művészetét is meghatározó nagyjátékfilmjével, a Dákok című történelmi filmeposszal. Ebben a művében Titus Popovici forgatókönyve alapján Decebal (?–106) és a dákok dicsőséges históriáját, és végül a rómaiak általi leigázását meséli el. Az 1960-as évek második felében francia–román koprodukcióban több vadnyugati témájú westernfilmmel jelentkezett (Az utolsó mohikán, 1968; A préri, 1968; Szarvasölő, 1969). Ebben az időszakban különböző felkéréseket is elvállalt francia és német tévétársaságok részére.
Az 1970-es évektől ismét történelmi-nemzeti témájú, monumentális filmjátékokat (Vitéz Mihály, 1970; A függetlenségi háború, 1977), kaland- és bűnügyi filmeket (Vádol a felügyelő, 1973) készített. Az 1970-es évektől legtöbb filmjében színészként is szerepelt.
1990-től a Star filmstúdió vezetője, s olyan, az első és második világháborús Románia történelmi alakjait (Ion Antonescu, Ecaterina Teodoroiu) megelevenítő filmeket forgatott, mint az Az igazság kezdete (1993) vagy a Halálos háromszög (1999). Kései filmjeivel, mint a 2004-es Orient expressz vagy a 2005-ben bemutatott, az 1989-es romániai forradalom idején játszódó Cincisprezece már nem aratott átütő sikert.
Az 1989-es forradalom idején a Nemzeti Megmentési Front Tanácsának tagja volt. A rendszerváltást követően, 1992-től folyamatosan a Szociáldemokrata Párt képviselője a szenátusban. Az 1989-es történelmi eseményekről több visszaemlékezése megjelent. 2004-ben Ion Iliescu ajánlásával a Román Forradalmi Intézet Nemzeti Kollégiumának tagja lett.

## Filmográfiája

### Rendezései
- Memoria trandafirului / A rózsa visszaemlékezései, 1962
- Scoicile nu au vorbit niciodată / A kagylók soha nem beszélnek, 1962, forgatókönyvíróként és operatőrként is
- Primăvară obișnuita / A tavasz, amilyennek megszoktuk, 1962
- Lecție în infinit / Végtelen tanulás, 1965
- Dacii / Dákok, 1967
- Ultimul mohican / Az utolsó mohikán, 1968
- Preria / A préri, 1968
- Kampf um Rom I. / Lupta pentru Roma I. / Harc Rómáért I., 1968
- Vînatorul de cerbi / Szarvasölő, 1969
- Kampf um Rom II. / Lupta pentru Roma II. / Harc Rómáért II., 1969
- Mihai Viteazul / Vitéz Mihály, 1970, színészként is
- Atunci i-am condamnat pe toți la moarte / Amikor mindet halálra ítéltem, 1971, színészként is
- Der Seewolf / Lupul mărilor / A tengeri farkas, 1971, színészként is
- Cu mîinele curate / Banditák alkonya, 1972, színészként is
- Ultimul cartuș / Az utolsó töltény, 1973, színészként is
- Un comisar acuză / Vádol a felügyelő, 1973, forgatókönyvíróként és színészként is
- Nemuritorii / Halhatatlanok, 1974, forgatókönyvíróként és színészként is
- Insula comorilor / A kincses sziget, 1975
- Pirații din Pacific / A Csendes-óceán kalózai, 1975
- Zile fierbinți / Forró napok, 1976, színészként is
- Osânda / A per, 1976, forgatókönyvíróként és színészként is
- Razboiul independenței / A függetlenségi háború, 1977
- Pentru patrie / A hazáért, 1977
- Revanșa / A bosszú, 1978, forgatókönyvíróként és színészként is
- Ultima noapte de dragoste / A szerelem utolsó éjszakája, 1979, forgatókönyvíróként és színészként is
- Nea Mărin miliardar / Mărin bácsi, a multimilliomos, 1979
- Mihail, cîine de circ / Az éneklő kutya, 1979, színészként is
- Capcana mercenarilor / Zsoldosok csapdája, 1980, színészként is
- Duelul / A párbaj, 1981, forgatókönyvíróként és színészként is
- Întâlnirea / Találkozás, 1982, színészként is
- Wilhelm Cuceritorul / Hódító Vilmos, 1982, színészként is
- Viraj periculos / Veszélyes kanyar, 1983, színészként is
- Ziua Z / A Z-nap, 1985, színészként is
- Ciuleandra / Csulandra 1985, forgatókönyvíróként is
- Noi, cei din linia întîi / Mi, akik a frontvonalból jöttünk, 1985, színészként is
- Ringul / A ring, 1985, színészként is
- Căutătorii de aur / Aranyásók, 1986
- François Villon – Poetul vagabond / F. V., a csavargó költő, 1987
- Mircea / Mircea, 1989, színészként is
- Coroana de foc / Tűzkorona, 1990, forgatókönyvíróként és színészként is
- Începutul adevărului / Az igazság kezdete, 1993, forgatókönyvíróként és színészként is
- Punctul zero / A nullapont, 1996
- Triunghiul morții / Halálos háromszög, 1999, színészként is
- Orient Express / Orient expressz, 2004, forgatókönyvíróként és színészként is
- 15, 2005, forgatókönyvíróként is

### Filmszerepei
Az általa rendezett filmeknél jelöltük színészi közreműködéseit, így azokat e helyütt külön már nem tüntetjük fel.
- Dragoștea începe vineri / A szerelem pénteken érkezik, 1972, rendezte Virgil Calotescu
- Felix și Otilia / Felix és Otilia, 1972, rendezte Iulian Mihu
- Drumuri în cumpănă / Tétova utazók, 1978, rendezte Virgil Calotescu
- L’homme pressé, 2005, rendezte Sébastien Grall